# Karl Jahnke (Politiker)
Karl Hans Heinrich Jahnke, zuweilen auch Kurt Jahnke (* 3. Februar 1898 in Hamburg; † 13. August 1961 Hamburg) war ein kommunistischer Politiker und Gewerkschafter.

## Leben
Nach dem Besuch der Mittelschule absolvierte er eine kaufmännische Ausbildung und schloss sich 1919 der Freien Sozialistischen Jugend (FSJ) und der KPD an. Hier zum linksradikalen Flügel gehörend, war er von 1920 bis 1921 zwischenzeitlich Mitglied der KAPD. 1923 nahm Jahnke am Hamburger Aufstand teil, nachdem er kurzzeitig Agitprop-Sekretär war, wurde er 1924 wegen seiner Beteiligung am Aufstand und trotz Wahl in die Hamburgische Bürgerschaft im Oktober des gleichen Jahres zu mehrjähriger Festungshaft verurteilt, bis er Anfang 1926 amnestiert wurde.
Jahnke fand eine Anstellung bei der Deutsch-Russischen Handelsgesellschaft in Hamburg, wo er auch zum Betriebsratsvorsitzenden gewählt wurde. Im Februar 1926 griff er während einer Bürgerschaftssitzung tätlich den Justizsenator Arnold Nöldeke (DDP) an, nachdem dieser den KPD-Politiker Hugo Urbahns als „Verbrecher“ bezeichnet hatte; nach diesem Zwischenfall schied Jahnke aus dem Landesparlament aus. Im Rahmen der innerparteilichen Auseinandersetzungen in der KPD zählte Jahnke zum „linken“ Flügel um Ruth Fischer und Arkadi Maslow und wurde Ende 1928 aus der Partei ausgeschlossen und verlor auch seine Anstellung bei der Deutsch-Russischen Handelsgesellschaft. Jahnke trat nun dem Leninbund um Urbahns bei und schloss sich nach deren Abspaltung Anfang 1930 der trotzkistischen Linken Opposition der KPD (LO) an, deren Reichsleitung er zeitweise angehörte. Nach einer Reise seiner Frau in die Sowjetunion kehrte er jedoch noch im gleichen Jahr in die KPD zurück und fand 1932 eine Anstellung bei der Revolutionären Gewerkschafts-Opposition (RGO).
Nach der Machtübernahme der NSDAP 1933 wurde Jahnke mehrfach inhaftiert und gefoltert, was u. a. einen Hörschaden zur Folge hatte. 1945 trat Jahnke wieder der KPD bei und engagierte sich als Betriebsrat und im gewerkschaftlichen Bereich, zunächst in der DAG, später in der HBV, deren Hamburger Ortsverwaltung er angehörte.